# Leicestershire Senior Football League
De Leicestershire Senior Football League is een Engelse regionale voetbalcompetitie voor clubs uit de regio Leicestershire. De competitie werd opgericht in 1896 en bestaat sinds 1948 uit twee divisies: de Premier Division en Division One.
De Premier Division is onderdeel van het zevende niveau van het National League System. Voor Division one geldt dat niet, waardoor clubs in deze divisie niet mogen deelnemen aan de FA Vase. In 2006 werd een verzoek tot opwaardering van de Premier Division naar het zesde niveau afgewezen.